# Carlo Cignani

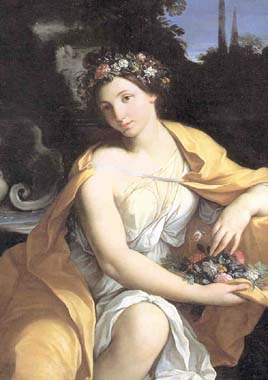
Allegoria della Primavera

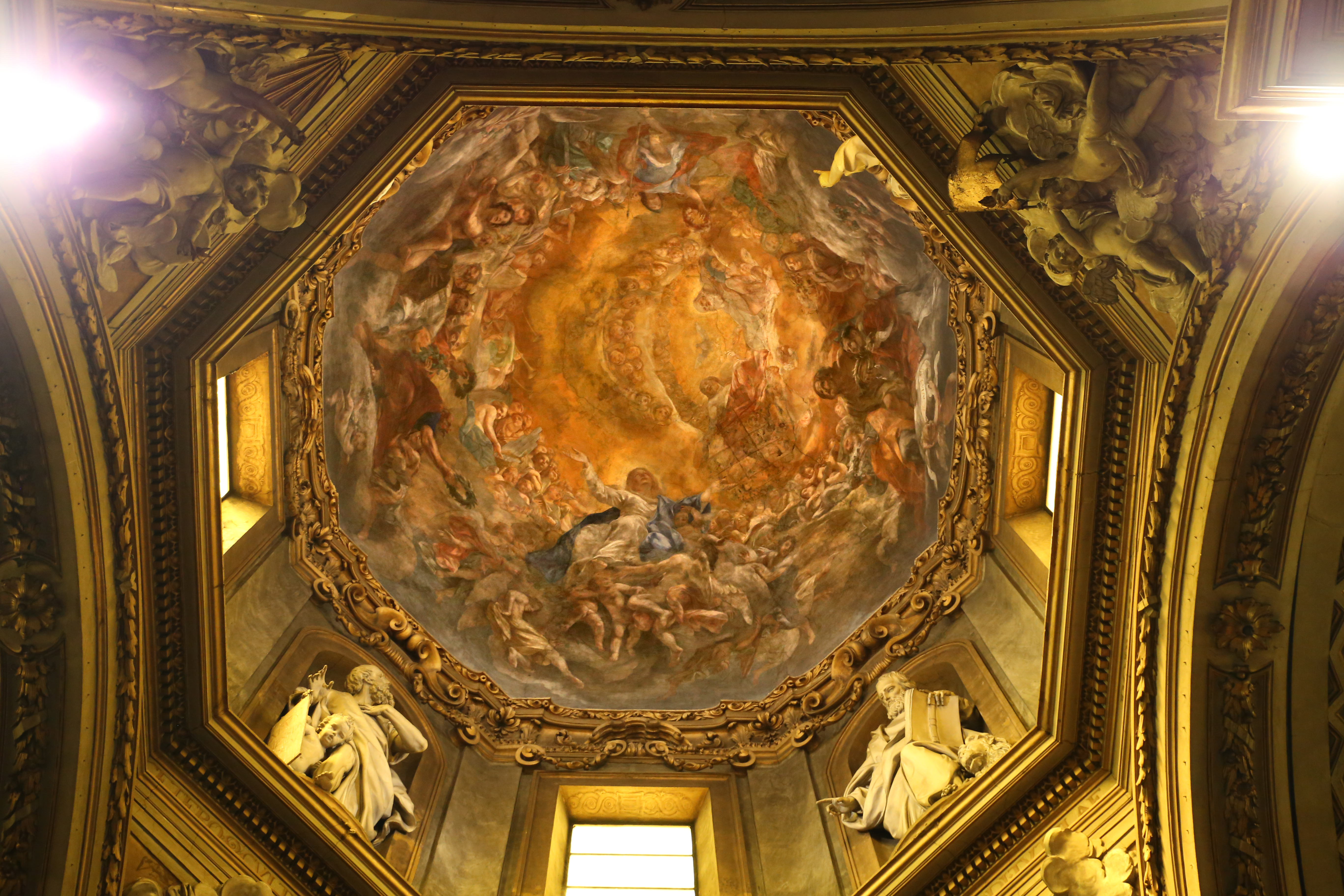
Soffitto della cupola della cappella della Madonna del Fuoco nel Duomo di Forlì

Carlo Cignani (Bologna, 15 maggio 1628 – Forlì, 6 settembre 1719) è stato un pittore italiano, considerato il più grande pittore bolognese del XVIII secolo.

## Biografia

### Gli inizi

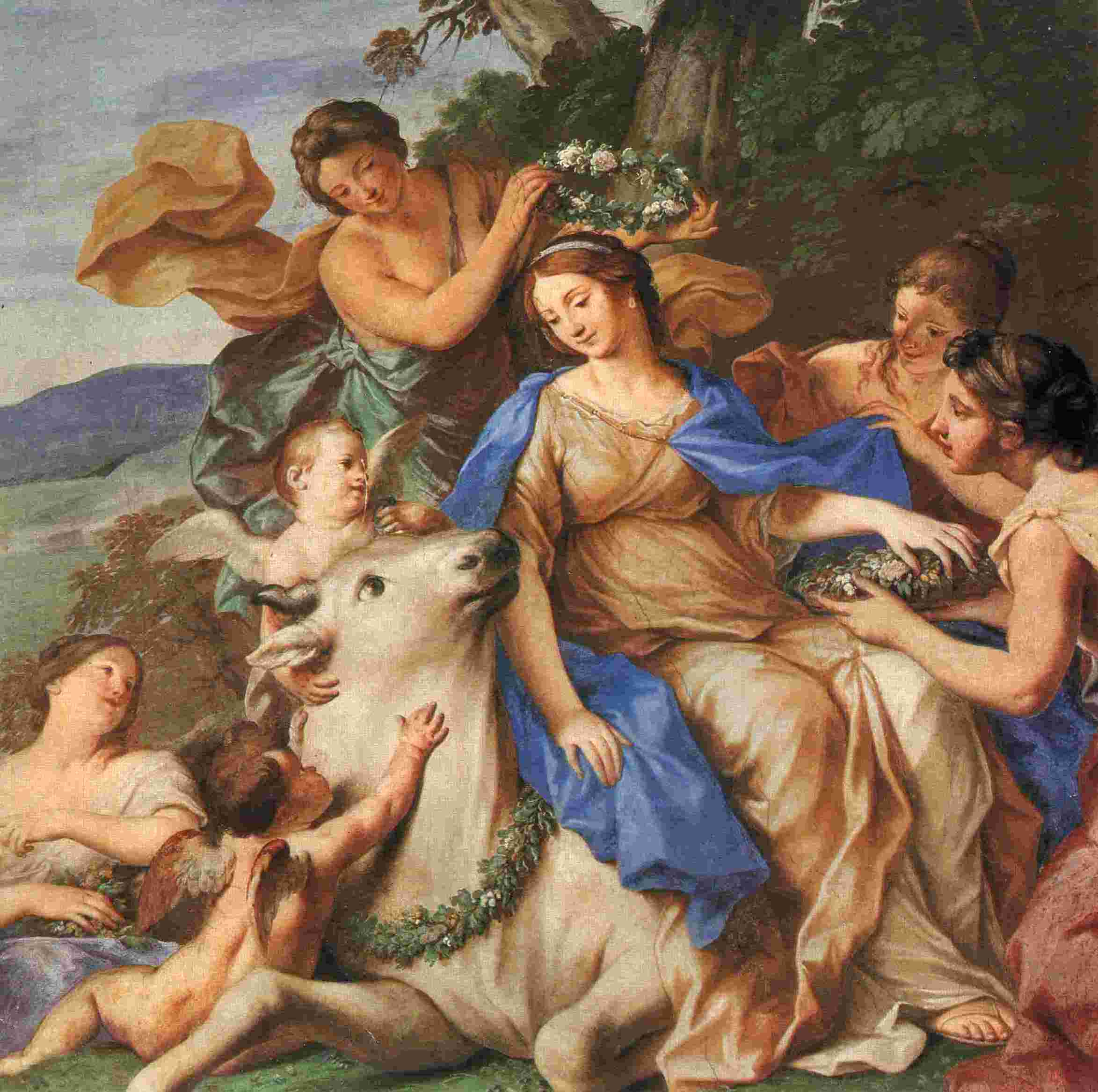
Il ratto di Europa (particolare),
affresco nel Palazzo del Giardino (Parma)

Gli storici dell'arte accreditano Cignani di aver guidato una svolta stilistica e di gusto avvenuta intorno al 1670 nell'ambito della scuola bolognese, che permise di allontanare i pittori dalle influenze della tradizione reniane per accostarli allo spirito accademico.
Formatosi con Giovanni Battista del Cairo e con Francesco Albani, subì fortemente l'influenza di Annibale Carracci, del Correggio e, per la prospettiva da sotto in su nonché per l'uso del colore, delle opere di Melozzo da Forlì. Cignani, quindi, si inserì anche nella tradizione della scuola forlivese, al cui sviluppo contribuì col suo stesso lavoro.
Dopo le opere giovanili, a Bologna, fortemente barocche, lavorò a Roma dal 1662 dove fu principe dell'Accademia di San Luca nel 1710.
Dal 1665 fu attivo di nuovo a Bologna, poi a Parma (1678-1681).

### Il periodo forlivese
Trascorse a Forlì il suo ultimo periodo, anche per la realizzazione del suo grande capolavoro, l'affresco della cupola della cappella della Madonna del Fuoco nella Cattedrale. Nella Pinacoteca civica di Forlì, invece, si possono vedere la tela Incoronazione di Santa Rosa e un Autoritratto. Suo, ma probabilmente con l'aiuto del figlio Felice Cignani, è La Vergine e San Filippo Neri, nella stessa pinacoteca. Vi è poi L'Aurora che vola verso l'azzurro per portare al mondo la luce e la vita (1672-1674), nel palazzo Albicini, sempre a Forlì. Nel duomo di Modigliana è conservata la maestosa pala d'altare avente ad oggetto Santo Stefano e Santa Pudenziana. L'Aurora "rappresenta al suo grado più alto il raffinatissimo idealismo formale" di Cignani, risultando così "una delle più belle invenzioni figurative dell'arte secentesca italiana".
Appartiene a questo periodo il San Giovannino, "grande al naturale" per Mons. Rasponi, recentemente ritrovato sul mercato antiquario; prima dato per perduto, si trova ora in una collezione privata cesenate . Una delle ultime opere dell'artista emiliano fu la grande tela con la Natività della Vergine (1709), per la Cappella della Concezione nel Duomo di Urbino, su commissione di Papa Clemente XI.

## Discepoli
Tra i suoi numerosi discepoli, molti dei quali della sua bottega forlivese, si ricordano:
- il figlio Felice Cignani
- Antonio Belloni
- Francesco Antonio Bondi
- Felice Andrea Bondi, fratello del precedente
- don Martino della valle
- Francesco Chiusuri (morto nel 1729)
- Nicolò Dorigati (1662-1750)
- Antonio Fanzaresi
- don Francesco Fiorentini (morto nel 1752)
- Marcantonio Franceschini
- Maria Oriana Galli da Bibbiena
- Camilla Lauteri (1659-1681)
- Cristoforo Leoni (nato nel 1683)
- Carlo Lucy (nato nel 1692)
- Francesco Mancini (1679-1758)
- Giuseppe Merenda (1687–1767), noto poi come architetto
- don Mauro Molducci (morto nel 1749), anche poeta
- Giovanni Antonio Nessoli
- Filippo Pasquali (1651 - 1697)
- Ferdinando Porta (1687- 1763)[6]
- Luigi Quaini
- padre Carlo Roberti
- Giovanni Camillo Sagrestani (nato nel 1660)
- don Sebastiano Savorelli (nato nel 1667)
- Sante Vandi